# Alishang
Alishang  es una pueblo, además de un río y un valle fértil de la provincia de Lagmán, y también la sede del distrito de Mihtarlam, en el este de Afganistán. Se encuentra a unos 40 km al noroeste de Jalalabad.
El fértil valle de Alishang, drenado por el río Alishang, que se describe como "contraído", tiene una abundancia de montículos y cuevas. Está rodeado por las colinas de Badrow. El castillo de Alladad Khan está situado cerca de la aldea. El valle del río Alishang tiene varias aldeas en el camino desde Jalalabad, como Kargai, Tajak, Tigadee y Safees a lo largo de su curso fluvial, que en algunos tramos es muy estrecho y puede vadearse desmontando del lomo del caballo.

## Geografía
El pueblo de Alishang está a orillas del río Alishang, también llamado río Nadjil. Nace en las montañas de Nadjil en la ladera sur de las montañas del Hindú Kush y después de atravesar 145 km se une al río Alinghar en la aldea de Alishang. Tanto el valle como el río se llaman Alishang. De manera similar, el río Alinghar también es conocido como el Kow, que nace en las montañas del Hindú Kush y se une al río Alishang en Alishang. El Rhododendron Afghanicum fue encontrado en el valle de Lagmán, al noreste de Kabul.

### Desastres naturales
El distrito de Alishang (con una población estimada de 139.000 habitantes), en su conjunto, bajo la provincia de Lagmán, es propenso a los desastres naturales debido a las inundaciones, la nieve y la sequía. Durante 2003-2004, los daños causados por las inundaciones en el distrito fueron en las tierras agrícolas y los cultivos, debido a la nieve a la vida animal y también por la sequía.

## Historia
La historia más temprana se remonta al emperador mogol Babur. En el decenio de 1520, Babur, mientras acampaba en Alishang, había cazado animales salvajes en las montañas del valle de Alishang antes de regresar a la India. El lugar se menciona en los escritos de Babur y se afirma que las personas que habitan el pueblo son cascarrabias y se les da un epíteto en el idioma local.
En la década de 1840, el asentamiento fue descrito como "un pequeño pueblo amurallado, de unas cuatrocientas casas, pero no tiene nada notable en su aspecto". Este valle era en 1883 el límite occidental del Kafiristán según William Watts McNair.
En la guerra contra los soviéticos, las fuerzas de los muyahidínes que se habían refugiado en el pueblo fueron atacadas. Tras un retroceso inicial y la muerte de varios soldados y del líder local de los muyahidínes de Alishang, las fuerzas muyahidínes lograron defender la aldea. Los soviéticos se retiraron en medio de una lucha feroz en la que los muyahidínes tenían una potencia de fuego superior, ambos bandos sufrieron muchas bajas. Los habitantes de la aldea prestaron ayuda en muchos aspectos a los soldados muyahidínes. En agosto de 1981, los muyahidínes controlaban el centro del distrito de Alishang.
En 2006, se inauguró en Alishang una nueva central micro hidráulica de energía eléctrica, construida por el Equipo de Reconstrucción Provincial de Methar Lam a un costo de US$ 32.000. La planta suministra energía a unos 300 hogares de la zona.